# استیسی کلینسمیت
استیسی کلینسمیت (انگلیسی: Stacy Clinesmith؛ زادهٔ ۲۲ آوریل ۱۹۷۸) بازیکن بسکتبال اهل ایالات متحده آمریکا است.